# 신일용
신일용(辛日鎔, 1890년 ~ ?)은 일제강점기에 사회주의 계열에서 활동한 한국의 언론인이다.

## 생애
전라북도 부안 출신의 의사였다. 1922년 신인동맹회, 무산자동맹회에 참가하여 좌익 운동을 하던 중, 김명식과 함께 좌파 대중 잡지인 《신생활》을 출간했다가 신생활 필화 사건에 연루되어 복역했다.
1925년에는 《조선일보》 기자로 근무하던 중 식민통치를 비판하고 러시아와의 연대가 필요하다는 내용의 사설을 써 또다시 필화 사건에 휘말렸다. 신일용은 이 사건을 계기로 상하이로 탈출한 뒤 만주 지역에서 사회주의 이론가로 활동했다.
그는 엠엘파에 대항하는 서울파, 서울파가 상하이파와 연합 결성한 서상파에서 핵심 인물로 활동하였고, 북만주에 위치한 신민부 간부를 맡아 민족유일당운동을 벌였다. 이때 중학생이던 김일성과도 만난 적이 있으며, 김일성은 회고록을 통해 당시의 신일용을 이론적 깊이가 있는 공산주의 운동의 "일류명사"라고 표현했다.. 1931년 만주에서 피체되어 1925년의 필화 사건에 대한 징역형을 선고받았다.
광복 후에는 우익 계열로 전향했다. 반탁독립투쟁위원회 간부로 일했고 제헌국회 총선(한국민주당), 2대 총선(무소속)에 고향에서 출마했으나 당선되지 못했다.
1950년 한국 전쟁 발발 후 서울의 자택에서 조선인민군에게 연행된 것을 마지막으로 소식이 끊겼다. 북조선으로 끌려가지 않고 서울에서 곧바로 살해당했다는 설이 있다.

## 약력
- 1948년 5월 10일 : 제헌국회의원(전북 부안) 낙선

## 같이 보기
- 신생활 필화 사건
- 신일용 논설 사건

## 참고자료
- 박종린, 한국의 사회주의: 인물(1)/ 꺼지지 않은 불꽃, 송산 김명식, 《진보평론》 제2호 (1999년 겨울)